# Jan cieszyński
Jan (ur. 1339 lub 1340, zm. po kwietniu 1359) – przedstawiciel cieszyńskiej linii Piastów, kleryk wrocławski.
Syn księcia cieszyńskiego Kazimierza I i Eufemii, córki księcia czerskiego Trojdena I.

## Życiorys
Wspomina go jedynie dokument papieski z 18 maja 1359 wystawiony w Awinionie. Wymieniony w nim jest jako kleryk diecezji wrocławskiej będący w dwudziestym roku życia.
Urodził się więc w 1339 lub 1340. Był synem księcia cieszyńskiego Kazimierza I i Eufemii, córki księcia czerskiego Trojdena I. Wśród ich potomstwa umownie umieszczany jest na siódmym miejscu, między Agnieszką a Siemowitem. Imię otrzymał prawdopodobnie po swoim bracie stryjecznym, księciu oświęcimskim Janie I.
Księstwo cieszyńskie było zbyt małe do podziału pomiędzy pięciu synów Kazimierza I, ale książęta cieszyńscy jako lojalni lennicy mogli liczyć na pomoc królów Czech Jana Luksemburskiego i Karola Luksemburskiego w uzyskaniu wysokich stanowisk kościelnych. Dlatego jak większość rodzeństwa Jan został przeznaczony do stanu duchownego. Oprócz niego kościelną karierę podjęli dwaj bracia, Bolesław i Siemowit, a także dwie siostry, Jolanta Helena i Elżbieta.
Kolejne źródła milczą na jego temat, stąd wysnuwane jest przypuszczenie, że zmarł w 1359 lub w kolejnych latach. W przeciwnym wypadku w źródłach odnotowano by nadanie mu zyskownej prałatury na Śląsku lub w Czechach. W literaturze podaje się, że zmarł po wystawieniu papieskiego dokumentu, czyli po 18 maja 1359, ale też ostrożnie przyjmuje się, że Jan mógł umrzeć wcześniej, najwcześniej w kwietniu 1359, a wiadomość o tym nie dotarła na czas do Awinionu. Nie jest znane miejsce jego pochówku.